# Большой Кашелак
Большой Кашелак — село в Куйтунском районе Иркутской области России. Административный центр Большекашелакского сельского поселения.

## История
В середине XIX века в долине реки Кимильтейки кочевали буряты-скотоводы, давшие название этой местности Кашелак – селение среди холмов, возвышенностей (Кашелак – яма). Первые переселенцы пытались переименовать, называя село Копотилово, но оно не прижилось. Первые жители корчевали лес под пашни, сеяли хлеб, гнали деготь, охотились и рыбачили. Строили из местного леса добротные дома с резными наличниками. На начало XX века выпало массовое переселение народов России в Сибирь, ехали целыми семьями.
В 1907 году построили церковно-приходскую школу, в 1912 - новый храм Михаила Архангела. После октябрьской революции, в 1933 году церковь приспособили под клуб.
В 1920-м году в селе образовали сельсовет, а первый колхоз лишь в 1930, назывался он «Памяти Зверева». с 1934 года шла череда объединений и образований новых колхозов.
В 1959 году в селе сгорела школа. В 1968 году, на бывшем церковном кладбище, рядом с клубом, открыли обелиск памяти погибшим в Великой Отечественной Войне.

## Население
| 2002 | 2010 | 2011 | 2012 |
| ---- | ---- | ---- | ---- |
| 345  | ↘269 | ↘267 | ↘261 |

### Половой состав
По данным Всероссийской переписи, в 2010 году в селе проживало 269 человек (135 мужчин и 134 женщины).